# Alberto Demiddi
Alberto Demiddi (Buenos Aires, 11 de abril de 1944 - San Fernando 25 de outubro de 2000) foi um remador argentino, medalhista olímpico e campeão mundial.
Alberto Demiddi competiu nos Jogos Olímpicos de 1964, 1968 e 1972, na qual conquistou a medalha de prata e bronze no skiff simples.